# گمینا کومانگچا
گمینا کومانگچا (به لهستانی:  Gmina Komańcza) یک گمینا در لهستان است که در شهرستان سانوک واقع شده است. گمینا کومانگچا ۴۵۵٫۱۸ کیلومتر مربع مساحت و ۵٬۱۱۶ نفر جمعیت دارد.